# 2006年3月29日の日食

2006年3月29日の日食

2006年3月29日の日食 (Solar eclipse of March 29, 2006) は、2006年3月29日に南アメリカ、北アフリカ、ヨーロッパ、西・中央アジアで観測された日食である。北アフリカ、西アジア、中央アジアで皆既日食が観測され、その他の地域でも部分日食が観測された。
| 現象             | 時間 (UTC) | 場所                                                              |
| ---------------- | ---------- | ----------------------------------------------------------------- |
| 日食の始まり     | 07:36:50   | 南緯14度27分42秒 西経22度6分24秒 / 南緯14.46167度 西経22.10667度  |
| 皆既日食の始まり | 08:34:20   | 南緯06度31分42秒 西経36度59分06秒 / 南緯6.52833度 西経36.98500度  |
| 最大の日食       | 10:11:20   | 北緯23度08分54秒 東経16度45分36秒 / 北緯23.14833度 東経16.76000度 |
| 皆既日食の終わり | 11:47:55   | 北緯51度20分36秒 東経98度30分30秒 / 北緯51.34333度 東経98.50833度 |
| 日食の終わり     | 12:45:35   | 北緯43度26分18秒 東経83度03分00秒 / 北緯43.43833度 東経83.05000度 |

## 通過した地域

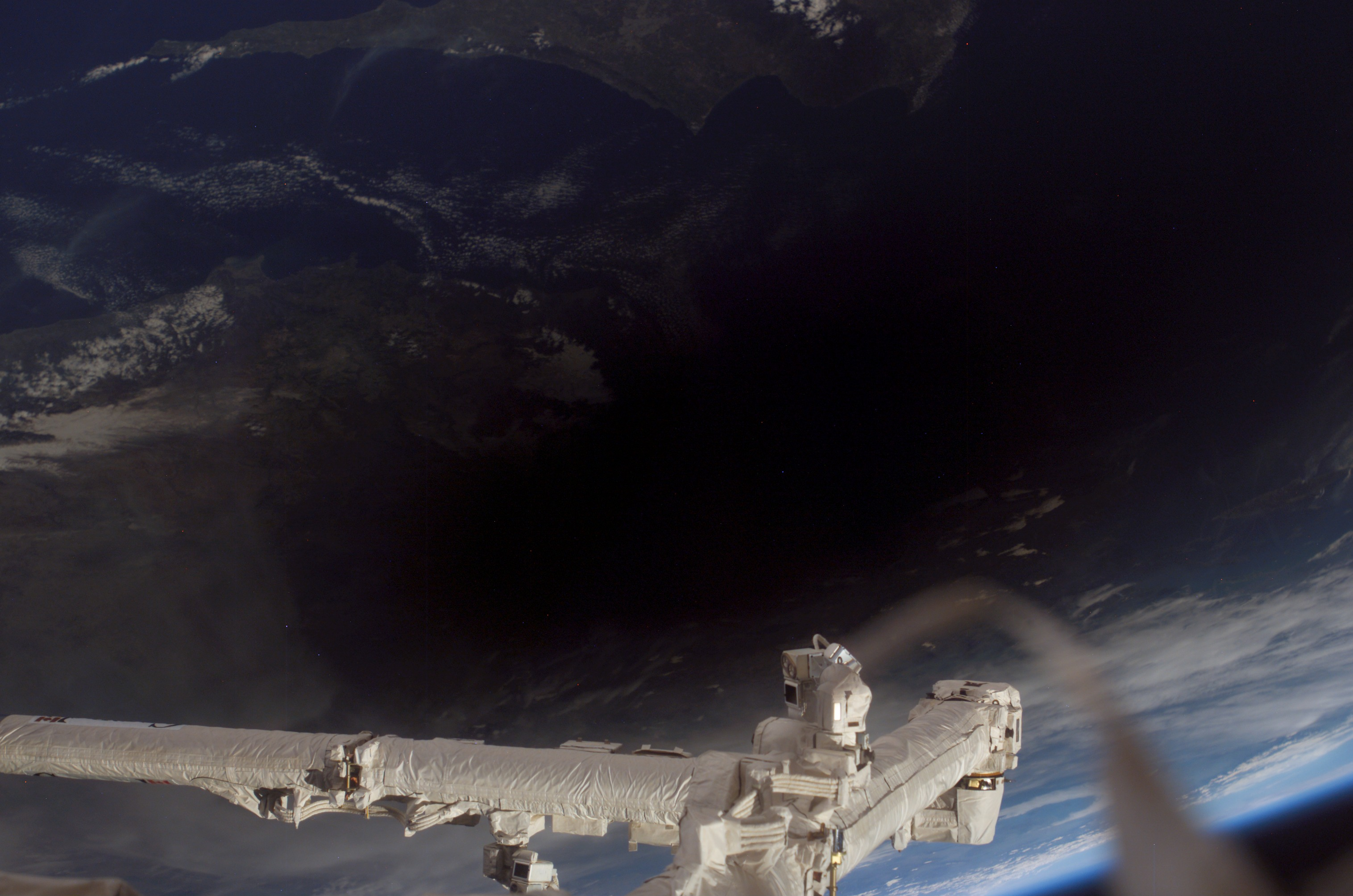
国際宇宙ステーションからみたトルコ周辺の地上の様子。上部中央の島はキプロス

皆既帯が通過した、皆既日食が見えた地域はブラジル北東部、コートジボワール南東端、ガーナ、トーゴ、ベナン、ナイジェリア、ニジェール、チャド北西部、リビア、エジプト北西部、ギリシャのカステロリゾ島、トルコ、ジョージア、ロシア、モンゴル北西端だった。また、皆既日食が見えなくても、部分日食が見えた地域はブラジル東部、フランス領ギアナ東部の約半分、アフリカのほとんど（南東部を除く）、グリーンランド東部、ヨーロッパのほとんど（アイスランド北西部を除く）、シベリア西部、西アジア、中央アジア、南アジア北部、中国西部、モンゴル中西部、ミャンマー北部だった。

## 日食観測

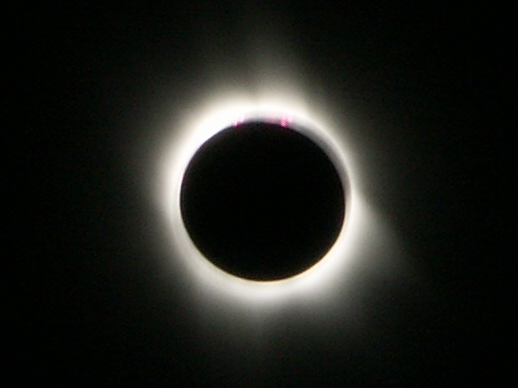
ロシア、ラガンの皆既日食

パリ天文台は学生とコーディネーターなどを観測隊として、ベナンサバルー（英語: Savalou）に派遣した。現地の皆既食の始まりが9:18:27（UTC）で、観測隊は画質の良いコロナの写真を撮った。また、トルコ海岸に近い、ギリシャのカステロリゾ島は欧州連合の領土のうち皆既帯が通過した唯一の場所だった。現地の皆既食の始まりは約10:53（UTC）で、皆既食の持続時間は約3分だった。アメリカのウィリアムズ大学は島で複数の実験を行い、コロナを写真を撮った。地面と宇宙から撮った太陽の写真を比べて研究するため、SOHO探査機も同時に宇宙から観測した。もう一つの研究は多重散乱が存在する環境で3D模型で皆既帯のうちの光度を推計することだった。実験はモンテカルロ法で空の色と明るさを予測し、コロナが直接照射することによる影響も研究した。それらの目的は今後の日射量研究を計画して最適化することだった。ロシアの科学者は北コーカサスに位置する雪山に囲まれた、ヨーロッパ最高峰エルブルス山（標高5642メートル）から25キロ離れた、標高1800メートルのバクサン川（英語: Baksan）渓谷で皆既日食を観測し、コロナの偏光などの現象を研究した。
当時ムアンマル・アル＝カッザーフィーが指導したリビアはパンアメリカン航空103便爆破事件で制裁され、アルコールも厳格に禁止され、地中海沿岸で観光客が一番少ない地域だった。観光業を推進するため、リビア政府は5つの国営観光会社を動員して、大量の観光客に対応した。またサハラ砂漠の内部に位置する、観測条件が極めて良いワウアンナムス（英語: Waw an Namus）地区で7000人を収容できるテント村を建設した。ただし、テント村に入ることが許可されたのは天文学者のみで、一般の観光客はエジプトとの国境付近のバタン地区にガイドされた。しかし、リビアは各国の観光客を誘致しようとしても、イスラエル人に対する入国禁止は解除されなかった。アメリカNASAの科学者もリビアの科学者と合同に観測と研究を行い、写真とビデオを撮った。
中国天文学会は20人の観測隊をエジプトサルーム (エジプト)（英語: Sallum）に派遣した。当地はリビアと国境を接し、リビアと同じく良い天気に恵まれた。観測が成功して、観測隊はベイリー・ビーズ、コロナ、紅炎などの写真を撮った。当時のエジプト大統領ホスニー・ムバーラクと国防大臣ムハンマド・フセイン・タンターウィーなどの官僚らもヘリコプターで現地に訪れ、各国の科学者と観光者と共に皆既日食を観測した。

## 社会的影響
トルコ中央アナトリア地方の僻地にある一部の村には、日食後の数日間で大きな地震が起こる噂があった。そう予測した研究者もいた。トルコで見られる前回の皆既日食、1999年8月11日の日食の6日後である1999年8月17日にイズミット地震が確かに発生したことが住民らに恐怖を広げた。政府はその恐怖を緩和しようとしたが、ニクサル（英語: Niksar）などの村の住民らは日食後2か月間に元の居住地を離れて、テントに住むことを要求した。
皆既日食の翌日、オーストラリアとニュージランドの衛星放送が約13時間中断され、約55万人の視聴者が影響された。運営担当の会社スカイテレビジョン（Sky Television）は、Optus衛星（英語: Optus (satellite)）-B1が故障した前に月の影にあったため、まず電池の充電が必要で、通信が同時に回復するのはできないと発表した。しかし天文学者は、衛星が月の影にいたのは4分間だけで、いわゆる「停電」も日食中ではなく日食後の約21時間で、その発表が非科学的な言い訳だと指摘した。